# Walter Jokisch
Walter Jokisch (* 9. Dezember 1914 in Breslau; † 23. Februar 1984 in München) war ein deutscher Schauspieler, Theaterregisseur, Hörspielsprecher und Synchronsprecher.

## Leben
Walter Jokisch, der im niederschlesischen Breslau zur Welt kam, nahm nach Beendigung seiner Schulausbildung Schauspielunterricht bei Walter Franck. Danach erhielt er verschiedene Engagements an deutschen Theatern. Da er sich in der damaligen Zeit noch nicht in die erste Reihe der deutschen Schauspieler vorarbeiten konnte, wurde er zur Wehrmacht eingezogen und geriet so im letzten Kriegsjahr in US-amerikanische Kriegsgefangenschaft.
Nach Kriegsende konnte er schnell wieder in seinem alten Beruf Fuß fassen. 1946 ging er zunächst an das Theater in Bamberg. Danach arbeitete er am Theater der Freien Hansestadt Bremen. Dort blieb er eine ganze Reihe von Jahren. Hier war er nicht nur als Schauspieler, sondern auch als Regisseur tätig. Auf der Bühne sah man ihn u. a. in:
- Nicht zuhören, meine Damen! (Bachelet) von Sacha Guitry,
- Nora oder ein Puppenheim (Krogstad) von Henrik Ibsen,
- Der Hauptmann von Köpenick (Wormser) von Carl Zuckmayer,
- Hexenjagd (Putnam) von Arthur Miller,
- Volpone (Titelrolle) von Ben Jonson und
- Die Hose (Maske) von Carl Sternheim.

Als Regisseur inszenierte er beispielsweise
- Ihr 106. Geburtstag von Jean Sarment.

Ab etwa 1961 war Jokisch als freier Schauspieler tätig. So gastierte er u. a. beim Theater am Kurfürstendamm in Berlin und bei Ida Ehre an den Hamburger Kammerspielen. Auch ging er jetzt häufiger mit Stücken wie Heinrich von Kleists Der zerbrochne Krug als Dorfrichter Adam auf Tournee.
Bereits 1949 kam Walter Jokisch zum Rundfunk und trat fortan in einer großen Zahl von Hörspielen in Haupt- und Nebenrollen auf, darunter in einem der berühmten Paul-Temple-Hörspiele, nämlich 1966 in Paul Temple und der Fall Genf, die der WDR in den Jahren von 1949 bis 1967 produzierte. Auch in der Reihe um den Chicagoer „Supergangster“ Dickie Dick Dickens, die Radio Bremen in den Jahren 1960/61 nach einer Vorlage von Rolf und Alexandra Becker herausbrachte, spielte er in den meisten Folgen mit. Überhaupt waren es vor allem Krimis, in denen er zu hören war. Darüber hinaus hörte man ihn auch in Stücken wie Die Farm der Tiere von George Orwell, Testflug von Stanisław Lem, Haussuchung von Siegfried Lenz und Der Untertan von Heinrich Mann.
Erst Anfang der 1960er Jahre kam er auch zum Fernsehen, das von da an zu seinem Hauptbetätigungsfeld wurde. Beim Film trat er nur gelegentlich in Erscheinung. Bekannt wurde er im Januar 1963, als er in dem Durbridge-Sechsteiler Tim Frazer den sympathischen Gastwirt Norman Gibson verkörperte. Seine Filmtochter spielte die spätere Volksschauspielerin Lotti Krekel. Da der Straßenfeger Einschaltquoten zwischen 80 und 93 % erreichte, förderte das auch die Popularität seiner Darsteller. Jokisch trat im Laufe der Jahre in vielen Fernsehserien und Mehrteilern auf, darunter in Hafenpolizei, Polizeifunk ruft, Die Kriminalerzählung, Der rote Schal oder Der Strick um den Hals. Zu seinen späten Filmen gehören beispielsweise der spannende Krimi Schönes Weekend, Mr. Bennett und Es gibt noch Haselnußsträucher.
Als Synchronsprecher war er nur selten im Einsatz. So sprach er in der international produzierten Zeichentrickserie Doctor Snuggles in der deutschen Version die Titelrolle.
Walter Jokisch, der lange Zeit in Bremen lebte, war mit der Journalistin Lilo Weinsheimer verheiratet. Er verstarb im Alter von 69 Jahren in München und wurde auf dem Riensberger Friedhof in Bremen beigesetzt.

## Filmografie
- 1962: Anfrage  – Fernsehspiel – Regie: Egon Monk (TV)
- 1962: Die Revolution entläßt ihre Kinder – Regie: Rolf Hädrich (TV)
- 1962: Die Rebellion – Regie: Wolfgang Staudte (TV)
- 1962: Schönes Wochenende – Regie: Peter Beauvais
- 1963: Im Schatten des Krieges – Regie: Edward Rothe (TV)
- 1963: Tim Frazer – Regie: Hans Quest (TV-Sechsteiler)
- 1963: Das Glück läuft hinterher – Regie: Peter Beauvais
- 1964: Campingplatz – Regie: Gustav Burmester
- 1964: Ich fahre Patschold – Regie: Peter Beauvais
- 1965: Die eigenen vier Wände – Regie: Wolfgang Glück (TV)
- 1965: Colombe – Regie: Hans-Dieter Schwarze (TV)
- 1966: Hafenpolizei – Regie: John Olden (TV-Serie, eine Folge)
- 1966: Der Kinderdieb – Regie: Gert Westphal
- 1966: Bert Brecht vor dem McCarthy-Ausschuß – Regie: Roland Wiegenstein (TV)
- 1966: Zwei wie wir … und die Eltern wissen von nichts – Regie: Karl Hamrun
- 1966: Das Millionending – Regie: Helmut Ashley (TV-Zweiteiler)
- 1967: Hulla di Bulla – Regie: Georg Marischka
- 1967: Der Zug der Zeit – Regie: Peter Beauvais
- 1967: Dieser Mann und Deutschland – Regie: Hans Jürgen Pohland (TV)
- 1967: Philadelphia, ich bin da! – Regie: Karl Fruchtmann (TV)
- 1968: Hauptstraße Glück (TV-Serie)
- 1968: Hafenkrankenhaus – Regie: Erich Neureuther (TV-Serie, eine Folge)
- 1968: Polizeifunk ruft – Regie: Hermann Leitner (TV-Serie, eine Folge)
- 1968: Der Eismann kommt – Regie: Günter Gräwert (TV)
- 1968: Detektiv Quarles – Regie: Hans Quest (TV-Serie)
- 1969: Ida Rogalski – Regie: Tom Toelle (TV-Serie)
- 1969: Die Unverbesserlichen – Regie: Claus Peter Witt (TV-Serie, eine Folge)
- 1969: Sie schreiben mit – Regie: Heiner Schmidt (TV-Serie, eine Folge)
- 1969: Der Prozeß beginnt – Regie: Dieter Lemmel (TV)
- 1969: Zieh den Stecker raus, das Wasser kocht (TV)
- 1969: Dem Täter auf der Spur: Familienärger – Regie: Jürgen Roland (TV)
- 1969: Der Hausfreund – Regie: Hellmuth Matiasek (TV)
- 1970: Die seltsamen Methoden des Franz Josef Wanninger – Regie: Theo Mezger (TV-Serie, eine Folge)
- 1970: Cher Antoine oder Die verfehlte Liebe – Regie: Rolf Henniger (TV)
- 1970: Die Kriminalerzählung – Regie: Wolfgang Staudte (TV-Serie, eine Folge)
- 1971: Der Fall Jägerstätter – Regie: Axel Corti (TV)
- 1971: Wölfe und Schafe – Regie: Wilm ten Haaf (TV)
- 1972: Ornifle oder Der erzürnte Himmel – Regie: Helmut Käutner (TV)
- 1973: Die Kriminalerzählung – Regie: Michael Braun (TV-Serie, eine Folge)
- 1973: Immobilien – Regie: Otto Jägersberg (TV)
- 1973: Sonderdezernat K1 – Regie: Eberhard Pieper (TV-Serie, eine Folge)
- 1973: Hamburg Transit – Regie: Claus Peter Witt (TV-Serie, eine Folge)
- 1973: Der rote Schal – Regie: Wilhelm Semmelroth (TV)
- 1973: Lokaltermin – Regie: Heinz Schirk (TV-Serie, eine Folge)
- 1973: Nerze nachts am Straßenrand – Regie: Wolfgang Staudte (TV)
- 1974: Mandragola – Regie: Heinz Wilhelm Schwarz (TV)
- 1975: Die Stadt im Tal – Regie: Wolfgang Petersen (TV-Zweiteiler)
- 1975: Die schöne Marianne – Regie: Roger Fritz, mit Hannelore Elsner (TV-Serie, eine Folge)
- 1975: Schließfach 763 – Regie: Wolfgang Staudte (TV)
- 1975: Der Strick um den Hals – Regie: Wilhelm Semmelroth (TV-Mehrteiler)
- 1976: Tatort: Kassensturz – Regie: Michael Braun (TV)
- 1977: Preußenkorso 45–48. Aus der Chronik der Familie Sawatzki – Regie: Erik Ode (TV)
- 1977: Ein verrücktes Paar – Regie: Wolfgang Spier (TV-Serie)
- 1978: Ein Mann für alle Fälle – Regie: Wolfgang Liebeneiner (TV-Mehrteiler)
- 1978: Tatort: Sterne für den Orient – Regie: Günter Gräwert (TV)
- 1979: Moral – Regie: Kurt Wilhelm (TV)
- 1979: Der müde Theodor – Regie: Karl Wesseler (TV)
- 1979: Zwei Mann um einen Herd – Regie: Michael Braun (TV)
- 1979: Timm Thaler – Regie: Sigi Rothemund (TV-Serie)
- 1980: Pension Schöller – Regie: Wolfgang Spier (TV)
- 1980: Lucilla – Regie: Wilhelm Semmelroth (TV-Zweiteiler)
- 1980: Schönes Weekend, Mr. Bennett – Regie: Hans Wilhelm Schwarze (TV)
- 1980: Das Drehbuch – Regie: Wolfgang Liebeneiner (TV)
- 1981: Es bleibt in der Familie – Regie: Wolfgang Spier (TV)
- 1981: Der Schluckauf – Regie: Reinhard Koch (TV)
- 1982: Rom ist in der kleinsten Hütte – Regie: Michael Mackenroth (TV-Serie)
- 1982: Es muß nicht immer Mord sein – Regie: Michael Mackenroth (TV-Serie)
- 1983: Für 'n Groschen Brause – Regie: Eberhard Itzenplitz (TV)
- 1983: Es gibt noch Haselnußsträucher – Regie: Vojtěch Jasný (TV)
- 1983: Wer raucht die letzte? – Regie: Hartmut Griesmayr (TV)
- 1983: Ausflug zum Vater – Regie: Rainer Wolffhardt (TV-Serie)
- 1984: Der blinde Richter – Regie: Vojtěch Jasný (TV-Serie)
- 1984: Die Schöffin – Regie: Michael Mackenroth (TV-Serie)
- 1984: Der letzte Zivilist – Regie: Laurent Heynemann (TV)

## Hörspiele
- 1949: Caligula – Regie: Wolfgang Engels, mit Gert Westphal, Kurt Strehlen, Malte Jaeger
- 1949: Der Fall Axel Petersen – Regie: Günter Siebert, mit Hans-Joachim Kulenkampff, Gillis van Rappard, Ludwig Hayn
- 1951: Ich komme wieder – Regie: Günter Siebert, mit Peter A. Horn, Gillis van Rappard
- 1953: Begegnung im Wald – Regie: Gert Westphal, mit Erich Ponto, Heinz Klevenow, Gustl Busch
- 1956: Die Nacht mit John Ignatius – Regie: Günter Siebert, mit Friedrich W. Bauschulte, Herbert Steinmetz, Oliver Reinhard
- 1959: Der sonderbare Tag des Lord Grimsby (Mufflebottom) – Regie: Klaus Stieringer, mit Hermann Lenschau,  Elisabeth Johannes, Klaus Schwarzkopf
- 1959: Die Farm der Tiere (von George Orwell) – Regie: Günter Bommert, mit Wolfgang Engels, Ernst Rottluff, Jürgen Thormann
- 1960–1961: Dickie Dick Dickens – Regie: Günter Siebert, mit Jürgen Scheller, Jürgen Thormann, Klaus Stieringer (20 Folgen)
- 1961: Der Tote aus der Themse (Gloucester) – Regie: Armas Sten Fühler, mit Günther Neutze, Gerda Gmelin, Wolf von Gersum
- 1961: Frisco 27 980 – Regie: Friedhelm Ortmann, mit Hildegard Baum, Walter Klam, Peter Maertens
- 1961: Flavio – Regie: Günter Siebert, mit Ursula Lillig, Gustav Rothe, Eberhard Gagern
- 1962: Wie gut, daß Du ein Mordskerl bist – Regie: Günter Siebert, mit Ursula Lillig, Günther Schramm, Günther Stoll
- 1963: Alchimons Apfel (Popilion) – Regie: Gert Westphal, mit Hermann Schomberg, Hans Lothar, Volker Brandt
- 1963: Der Erzfeind des Jahrhunderts Regie: Günter Siebert, mit Günter Witte, Eberhard von Gagern, Leo Sylvester Huth
- 1963: Haussuchung (von Siegfried Lenz) (Felix) – Regie: Fritz Schröder-Jahn, mit Renate Heilmeyer, Wolfgang Büttner, Karl-Heinz Gerdesmann
- 1964: Rahmeck schlägt Alarm oder Wohin einen Menschen die Verantwortung treibt (Generaldirektor Ratenbrock) – Regie: Fritz Schröder-Jahn, mit Heinz Klevenow, Elsa Wagner, Hermann Schomberg
- 1965: Das zweite Motiv – Regie: Otto Kurth, mit Hansjörg Felmy, Heinz Schimmelpfennig, Curt Faber
- 1965: Unwiederbringlich (nach Theodor Fontane) (Pastor Schleppegrell), Regie: Heinz Wilhelm Schwarz, mit Albert Lieven, Ingeborg Engelmann, Cornelia Boje
- 1965: Ritornell (Mann) – Regie: Günther Sauer, mit Josef Meinertzhagen, Wilhelm Pilgram, Albert Lieven
- 1966: Paul Temple und der Fall Genf (von Francis Durbridge) (Charles C. Gadd) – Regie: Otto Düben, mit René Deltgen, Irmgard Först, Kurt Lieck, Paul Klinger
- 1966: Verlaine Twist (Direktor) – Regie: Otto Düben, mit Rolf Boysen, Volker Lechtenbrink, Helga Steffens-Grimme
- 1966: Bei Stimming am Wannsee (von Hans Rothe) (Gastwirt Stimming) – Regie: Hans Bernd Müller, mit Heiner Schmidt, Eva Katharina Schultz, Elisabeth Wiedemann
- 1967: Gefährten (Zigarrenfritze) – Regie: Hans Bernd Müller, mit Helmut Peine, Helga Münster, Karl-Ulrich Meves
- 1968: Stimmen über dem Fluß – Regie: Hans Bernd Müller, mit Andrea Barckhausen, Christa Oenicke, Dorothea Thiess
- 1969: Der Anschlag (Ausrfer) – Regie: Peter Michel Ladiges, mit Günter Lampe, Claudia Wedekind, Horst Tappert
- 1969: Egalité (Anton) – Regie: Klaus Mehrländer, mit  Rolf Becker, Nicole Heesters, Ruth Hausmeister
- 1971: Der Untertan (von Heinrich Mann) (Herr Göppel) – Regie: Ludwig Cremer, mit Heinz Drache, Walter Andreas Schwarz, Heiner Schmidt, Heinz von Cleve
- 1971: Perfekt, perfekt – Regie: Manfred Brückner, mit Marlene Riphahn, Matthias Ponnier, Karin Buchali
- 1972: Graf Bocarmé und die Chemie (Friedensrichter Rykman) – Regie: Edward Rothe, mit René Deltgen, Siegfried Wischnewski, Josef Meinertzhagen
- 1972: Mehr und mehr und noch mehr Simcocks – Regie: Günther Sauer, mit Horst Naumann, Irene Marhold, Werner Hessenland
- 1973: Haben Sie Hitler gesehen? (von Walter Kempowski) – Regie: Hans Gerd Krogmann, mit u. v. a. Adolf Furler, Ernst Grabbe, Peter René Körner, Christa Wehling
- 1973: Harte Eier (Kommissar) – Regie: Jörg Franz, mit Hannelore Schroth, Hans Timerding, Ursula Mörger
- 1974: Friedlicher Freitagnachmittag – Regie: Edward Rothe, mit Wolfgang Stendar, Brigitte Grothum, Roma Bahn
- 1974: Informationsfluß AG – Regie: Günther Sauer, mit Erik Schumann, Christian Marschall, Fred Maire
- 1974: Testflug (von Stanisław Lem) (Unesco-Direktor) – Regie: Manfred Brückner, mit Klaus Barner, Werner Rundshagen, Harald Meister
- 1974: Tod eines Endverbrauchers oder Wie finde ich denn das – Regie: Hein Bruehl, mit Michaela Trescher, Heinrich Pachl, Arne Houben
- 1976: Ein ganz alltäglicher Unfall (Reichenbach) – Regie: Heinz Wilhelm Schwarz, mit Peter Striebeck, Karin Buchali, Wolf Martienzen
- 1977: Der Schnee ist ein Fell (Hotelwirt) – Regie: Heinz Wilhelm Schwarz, mit Ernst Jacobi, Marlene Riphahn, Günther Neutze
- 1977: Zahl oder Adler (Kurt Augustin) – Regie: Günter Siebert, mit Hellmut Lange, Sigrid Zimmermann, Doris Schade,
- 1978: Das schwedische Zündholz (von Anton Tschechow) (Tschubikow, Untersuchungsrichter) – Regie: Edward Rothe, mit Rüdiger Lichti, Hans Helmut Dickow, Manfred Heidmann
- 1978: Der Ausflug nach Le Toquet (Schamal) – Regie: Wolfram Rosemann, mit Martin Semmelrogge, Sabine Postel, Curt Bock
- 1979: Bei Notwehr sagt man Gott sei Dank (Jasch) – Regie: Heinz Wilhelm Schwarz, mit Matthias Ponnier, Karin Buchali, Lothar Ostermann
- 1979: Die Beinemacher (Bock) – Regie: Hans Gerd Krogmann, mit Heiner Schmidt, Peter Seum, Michael Evers,
- 1981: Wölfe (Ernst Strecker) – Regie: Hans Gerd Krogmann, mit Michael Thomas, Wolfgang Grönebaum, Maria Barring
- 1982: Der neue Teufel im Höllengrund (Petrus / Der schlaue Ants) – Regie: Norbert Schaeffer, mit Ulrich Faulhaber, Brigitte Janner, Gudrun Kreissig
- 1982: Die weiße Weste (von Heinrich Spoerl) (Rechtsanwalt) – Regie: Leopold Reinecke, mit Alfons Höckmann, Horst Michael Neutze, Hildegard Krekel
- 1983: Mordende Worte (Fred Otter) – Regie: Dieter Carls, mit Bruni Löbel, Otto Bolesch
- 1983: Zweitwohnungen – Regie: Till Bergen, mit Susanne Beck, Hannes Messemer, Knut Hinz